# Вулиця Василя Біласа (Львів)
Ву́лиця Василя́ Бі́ласа — вулиця у Шевченківському районі міста Львова. Пролягає від вулиці Шпитальної та завершується бетонною огорожею Львівського СІЗО, що на вул. Городоцькій, 20.

## Назва
- 1849—1871 роки — частина вулиці До в'язниці, оскільки проходила повз колишній монастир сестер ордену Святої Бригіди, перетвореного 1786 року на в'язницю, яка отримала назву «Бригідки»[6].
- 1871—1934 роки — вулиця Карна.
- 1934—1943 роки — вулиця Бика Еміля, на згадку про визначного діяча гебрейського руху у Львові кінця XIX століття, голову віросповідної ради гебрейської громади — кагалу міста Львова Еміля Бика[7].
- 1943—1944 роки — вулиця Брігіттенґассе, на згадку про колишній монастир сестер ордену Святої Бригіди.
- 1944—1950 роки — повернена довоєнна назва — вулиця Бика Еміля.
- 1950—1964 роки — частина вулиці Чапаєва, на честь радянського військового діяча Василя Чапаєва.
- 1964—1993 роки — вулиця Проїзна бічна[8].
- Від 1993 року й понині — вулиця Біласа, на честь боївкаря ОУН Василя Біласа, страченого польською владою[9] у «Бригідках»[7].

## Забудова
До вулиці приписаний лише один житловий будинок (№ 3), зведений у стилі сецесії.